# Urzędowy Wykaz Druków Wydanych w Rzeczypospolitej Polskiej. Przewodnik Bibliograficzny
„Urzędowy Wykaz Druków Wydanych w Rzeczypospolitej Polskiej. Przewodnik Bibliograficzny” (od 1946 do 2000 roku „Przewodnik Bibliograficzny”) – podstawowy człon bieżącej polskiej bibliografii narodowej, wydawany w latach 1928–1939 oraz od 1946 roku w formie papierowego drukowanego tygodnika do 2009 roku, od tego czasu ukazuje się w formie plików PDF; wydaje go Biblioteka Narodowa.

## Historia

### Czasopisma wcześniejsze
„Przewodnik Bibliograficzny. Miesięcznik dla wydawców, księgarzy, jako też czytających i kupujących książki”, został założony przez Władysława Ignacego Wisłockiego w 1878 roku, był wydawany w Krakowie do 1914 roku. Czasopismo „Bibliografia Polska” wydawane w latach 1914–1919 przez Jana Czubka stanowiło kontynuację „Przewodnika Bibliograficznego”. II seria „Przewodnika Bibliograficznego” została zainicjowana w 1922 roku, redagował ją Władysław Tadeusz Wisłocki. Wydał on rocznik we Lwowie za rok 1920, drugi rocznik wydano dopiero w 1926 roku za rok 1921. Jako miesięcznik czasopismo było wydawane przez Wisłockiego w latach 1924–1928 nakładem Ossolineum. III seria pisma wydawana przez Wisłockiego nakładem Związku Księgarzy Polskich wychodziła w latach 1929–1933. Czasopismo przestało się ukazywać pod koniec 1933 roku i zostało zastąpione w 1934 roku przez czasopismo „Nowa Książka”, które wydawano do początku II wojny światowej. 
Wydawnictwo Gebethner i Wolff wznowiło z kolei wydawanie „Przeglądu Bibliograficznego Księgarni Gebethnera i Wolffa w Warszawie”, które zawieszono w 1914 roku. Czasopismo ukazywało się do 1926 roku i jego spisy miały charakter czegoś w rodzaju półurzędowej bibliografii bieżącej. Pierwszą próbą rejestracji bieżącej bibliografii narodowej w odrodzonej Polsce był „Biuletyn Bibliograficzny”, wydawany w lach 1919–1920.  

### „Urzędowy Wykaz Druków” / „Przewodnik Bibliograficzny”
W okresie międzywojennym, w latach 1928–1939 (ostatni numer wyszedł końcem sierpnia 1939 roku) był wydawany „Urzędowy Wykaz Druków Wydanych w Rzeczypospolitej Polskiej i Druków Polskich lub Polski Dotyczących Wydanych za Granicą” w układzie alfabetycznym. „Urzędowy Wykaz Czasopism Wydawanych w Rzeczypospolitej Polskiej, zarejestrowanych w Bibliotece Narodowej” był dodatkiem miesięcznym do „Urzędowego Wykazu Druków” – ukazywał się od 1929 do 1939 roku. 
Po II wojnie światowej „Przewodnik Bibliograficzny” został wznowiony przez Instytut Bibliograficzny w 1946 roku. Wydawano go początkowo nieregularnie, od 1948 roku wychodził jako tygodnik. Brakującą bibliografię wydano w osobnym tomie za lata 1944–1947 w 1955 roku.
Miał podtytuł „Urzędowy wykaz druków wydawanych w Rzeczypospolitej Polskiej” do 1952 roku, a następnie „Urzędowy wykaz druków wydawanych w Polskiej Rzeczypospolitej Ludowej” i ponownie w formie sprzed 1953 roku.
Od 1 stycznia 1986 roku opisy bibliograficzne były sporządzane w zautomatyzowanym systemie w formacie MARC-BN (zob. Machine-Readable Cataloging), od 1993 roku z wykorzystaniem programu MAK na komputerach klasy PC. Od 1 stycznia 1998 roku dane są wprowadzane w formacie USMARC.
Dane za poszczególne lata były wydawane na CD-ROM od 1995 roku, pierwszy eksperymentalny wolumin wytłoczono w liczbie 300 egzemplarzy. Ukazały się płyty za lata 1986–1998.
„Przewodnik Bibliograficzny” był wydawany w formie papierowego drukowanego tygodnika do 2009 roku, od tego czasu ukazuje się w formie plików PDF. W 2020 roku zmieniono nazwę na obecną, w nawiązaniu do tradycji z okresu międzywojennego, która ma jednoznacznie wskazywać urzędowy charakter wydawnictwa.

## Zakres
Materiał do rejestracji pochodzi w znacznej mierze z egzemplarzy obowiązkowych i sygnalnych.
Bibliografia rejestruje: dokumenty zwarte wydane na terenie Polski, lub wydane przez instytucje krajowe za granicą, a także dokumenty życia społecznego w wyborze (bez np. instrukcji obsługi, programów nauczania, informatorów adresowych), wydawnictwa pisane alfabetem Braille’a (wznowiono ich rejestrację w 1999 roku), pojedyncze zeszyty wydawnictw ciągłych, które ukazują się częściej niż raz na pół roku z indywidualną tytulaturą; dokumenty kartograficzne – mapy i atlasy; druki muzyczne; grafikę (bez pojedynczych grafik); materiały konferencyjne; rozprawy doktorskie i habilitacyjne niezależnie od postaci wydania; spisy bibliograficzne.
Bibliografia nie rejestruje: wydawnictw zwartych bez adresu wydawniczego, tychże poniżej 17 stron (do 1998 roku poniżej 4 stron) z wyjątkiem cymeliów, druków bibliofilskich, literackich, materiałów konferencyjnych, spisów bibliograficznych; większości wydawnictw zwartych o nakładzie poniżej 100 egzemplarzy; odbitek i nadbitek oraz wydawnictw skoroszytowych, wobec których zaplanowane jest uzupełnienie kart poprzez dodruk i wymianę. W każdym indywidualnym przypadku ewentualne odrzucenie materiału, zwłaszcza dokumentów życia społecznego, zależy od subiektywnej oceny bibliografa, nawet posiadanie przez wydawnictwo numeru ISBN nie przesądza o jego włączeniu do bibliografii. Od 1949 roku nie są rejestrowane polonika zagraniczne, co do których utworzono osobną bibliografię. Nie rejestrowano także dokumentów dźwiękowych i dokumentów audiowizualnych.

## Układ
Bibliografia początkowo była porządkowana w obrębie trzech działów nadrzędnych: społeczeństwo, przyroda, kultura, które rozpadały się na 26 działów. Był to system wzorowany na porządkowaniu radzieckiej dokumentacji, stosowano go do 1985 roku. Od 1986 roku jest stosowany układ według uniwersalnej klasyfikacji dziesiętnej (UKD). Od rocznika 1956 publikowano roczne indeksy przedmiotowe z dwuletnim opóźnieniem.
Uzupełnienie „Przewodnika Bibliograficznego” stanowiły:
- Seria Uzupełniająca: Druki do użytku wewnętrznego, wydawana w latach 1969–1988[14]
- wkładka Wykaz Czasopism i Wydawnictw Zbiorowych Nowych, Zawieszonych i Zmieniających Tytuł, wydawana w latach 1976–1982, a od 1983 roku pod zmienioną nazwą jako Bibliografia Wydawnictw Ciągłych Nowych, Zawieszonych i Zmieniających Tytuł[14]